# Acrocercops haplocosma
Acrocercops haplocosma är en fjärilsart som beskrevs av Edward Meyrick 1936. Acrocercops haplocosma ingår i släktet Acrocercops och familjen styltmalar. Inga underarter finns listade i Catalogue of Life.